# Bematistes orientalis
Bematistes orientalis är en fjärilsart som beskrevs av Ungemach 1932. Bematistes orientalis ingår i släktet Bematistes och familjen praktfjärilar. Inga underarter finns listade i Catalogue of Life.